# Matías Malvino
Matías Daniel Malvino Gómez (n. Montevideo, Uruguay; 20 de enero de 1992), más conocido como Matías Malvino, es un futbolista uruguayo que juega como defensa central. Actualmente juega en Club Sportivo Cerrito de la Primera División de Uruguay.

## Trayectoria

### Defensor Sporting
El 1 de agosto de 2012 fue ascendido al primer equipo. Debutó en primera, con 20 años, el 21 de octubre, enfrentó a Danubio, ingresó al minuto 78 debido a una lesión de Ramón Arias, ganaron 3 a 1 en el Franzini.
En la Copa Libertadores 2014, fue el capitán, con 22 años, en la primera llave de las semifinales el 22 de julio de 2014, ante Nacional en Paraguay.
El 27 de agosto anunció su ida al fútbol europeo, al Associazione Calcio Lugano de Suiza.

### Lugano
Llegó al club suizo y comenzó la temporada 2014-15. Debutó en Europa el 15 de septiembre de 2014 en el Stade de Genève, jugó de titular contra Servette y empataron 1 a 1.
El 22 de noviembre, ante Wohlen, anotó su primer gol como profesional y ganaron 2 a 0. Anotó su segundo gol en el último partido de la primera ronda de la temporada y quedaron en segunda posición a un punto del líder. Finalmente salieron campeones y ascendieron a la máxima categoría suiza, Matías disputó 29 partidos con el club, todos como titular, y anotó 3 goles.

### Nacional
Luego de su gran temporada 2014-15, regresó a Uruguay y arregló con el Club Nacional de Football, fue cedido a préstamo. Debutó oficialmente el 11 de agosto de 2015, jugó como titular contra Oriente Petrolero en Bolivia, fue el partido de ida de la primera fase de la Copa Sudamericana 2015 y ganaron 3 a 0.
Malvino jugó 6 partidos en el Torneo Clausura, 5 como titular y Nacional quedó en segundo lugar, con un punto menor que el campeón Peñarol. A nivel internacional jugó 2 partidos en la Sudamericana, pero quedaron eliminados en segunda ronda.
Comenzó el 2016 practicando con Nacional en la pretemporada, pero abandonó los entrenamientos debido a que regresaría nuevamente a Suiza.

## Estadísticas
Actualizado al 29 de mayo de 2016.
Último partido citado: Lugano 1 - 0 Zürich
| Defensor Sporting · Uruguay | 1ª            | 2012/13       | 23 | 0 | - | - | 0  | 0 | 23  | 0 |
| Defensor Sporting · Uruguay | 1ª            | 2013/14       | 19 | 0 | - | - | 11 | 0 | 30  | 0 |
| Defensor Sporting · Uruguay | 1ª            | 2014/15       | 2  | 0 | - | - | -  | - | 2   | 0 |
| Defensor Sporting · Uruguay | Total club    | Total club    | 44 | 0 | 0 | 0 | 11 | 0 | 55  | 0 |
| Lugano · Suiza | 2ª            | 2014/15       | 27 | 3 | 2 | 0 | -  | - | 29  | 3 |
| Lugano · Suiza | 1ª            | 2015/16       | 10 | 0 | 1 | 0 | -  | - | 11  | 0 |
| Lugano · Suiza | Total club    | Total club    | 37 | 3 | 3 | 0 | 0  | 0 | 40  | 3 |
| Nacional · Uruguay | 1ª            | 2015/16       | 6  | 0 | - | - | 2  | 0 | 8   | 0 |
| Nacional · Uruguay | Total club    | Total club    | 6  | 0 | 0 | 0 | 2  | 0 | 8   | 0 |
| Total carrera | Total carrera | Total carrera | 87 | 3 | 3 | 0 | 13 | 0 | 103 | 3 |
| (1)Incluidos los datos de la Copa Suiza (2014/15, 2015/16) (2)Incluidos los datos de la Copa Libertadores (2014) y Copa Sudamericana (2015) |               |               |    |   |   |   |    |   |     |   |

## Palmarés

### Títulos nacionales
| Título              | Equipo            | País    | Año  |
| ------------------- | ----------------- | ------- | ---- |
| Challenge League    | A. C. Lugano      | Suiza   | 2015 |
| Campeonato Uruguayo | C. Nacional de F. | Uruguay | 2016 |

### Otras distinciones
- Copa Libertadores Sub-20: 2012